# Troy Dargan
Troy Dargan (Sídney, Australia; 15 de octubre de 1997-Islas Cook; 24 de diciembre de 2023) fue un jugador de rugby cookiano nacido en Australia que jugó en las posiciones de five-eighth y halfback.

## Carrera

### Club
| Periodo   | Club                         |
| --------- | ---------------------------- |
| 2016-2018 | Cabramatta Two Blues         |
| 2019      | Parramatta Eels              |
| 2020-2021 | South Sydney Rabbitohs       |
| 2023      | Blacktown Workers Sea Eagles |
| 2023      | Canberra Raiders             |

### Selección nacional
Jugó para Islas Cook en los dos partidos de repechaje clasificatorio para la Rugby League World Cup de 2021. El primero de ellos fue en la victoria por 66-6 ante Sudáfrica donde anotó un trie. Anotaría dos tries en la victoria por 38-16 ante Estados Unidos y con ello la clasificación de Islas Cook al torneo, para el cual no fue convocado.

## Muerte
El 24 de diciembre de 2023 Dargan murió en un accidente en motocicleta en Cook Islands.